# Скотт Сенделін
Скотт Сенделін (англ. Scott Sandelin, нар. 8 серпня 1964, Гіббінг) — колишній американський хокеїст, що грав на позиції захисника. Грав за збірну команду США.

## Ігрова кар'єра
Професійну хокейну кар'єру розпочав 1986 року.
1982 року був обраний на драфті НХЛ під 40-м загальним номером командою «Монреаль Канадієнс».
Протягом професійної клубної ігрової кар'єри, що тривала 7 років, захищав кольори команд «Монреаль Канадієнс», «Філадельфія Флаєрс» та «Міннесота Норт-Старс». Загалом у НХЛ провів 25 матчів.
Виступав за збірну США.

## Тренерська кар'єра
З 1993 року працює головним тренером в університетських командах США, зокрема тренував команди Університету Північна Дакота, Міннесотського університету.